# Tabanus lamiensis
Tabanus lamiensis är en tvåvingeart som beskrevs av Burger 1991. Tabanus lamiensis ingår i släktet Tabanus och familjen bromsar.
Artens utbredningsområde är Fiji. Inga underarter finns listade i Catalogue of Life.